# Bong bóng cá

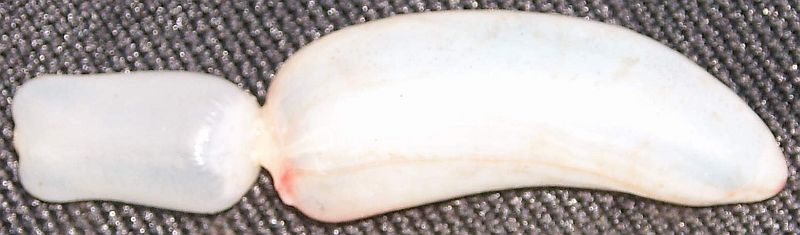
Bong bóng của một con cá chày Âu

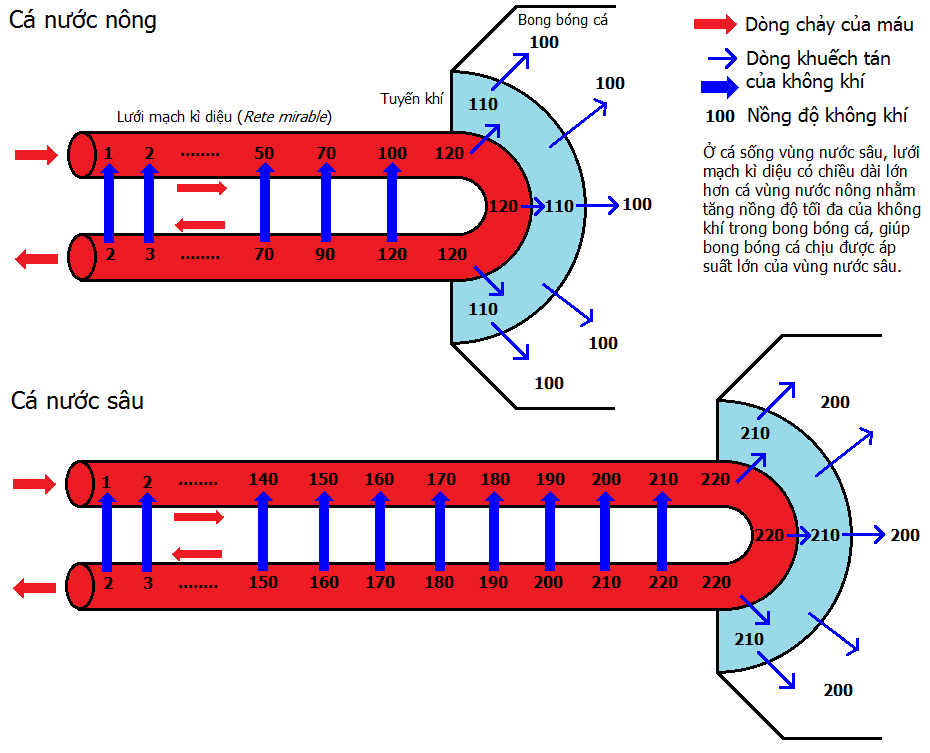
Cơ chế bơm không khí vào bong bóng cá, sử dụng việc trao đổi ngược dòng.

Bong bóng cá là một nội quan của các loài cá, có hình dạng như một chiếc túi chứa không khí giúp cá có thể điều chỉnh được tỉ trọng và khả năng nổi của mình, điều này khiến cá có thể lơ lửng ở một độ sâu nhất định mà không cần phải bơi. Bong bóng cá cũng có tác dụng giữ thăng bằng vì tại tư thế "chuẩn" của cá, trọng tâm của khối lượng sẽ nằm ở phía dưới trọng tâm của thể tích do bong bóng cá nằm ở mặt lưng của cơ thể. Một chức năng khác của bong bóng cá là buồng cộng hưởng nhằm tiếp nhận hay tạo ra âm thanh.
Bong bóng cá, về mặt tiến hóa, được xem là tương đương với phổi, và bản thân Charles Darwin cũng đã nhận định như vậy trong tác phẩm Nguồn gốc các loài.